# Fabiana Redivo
Fabiana Redivo (Trieste, 1960) è una scrittrice italiana di fantasy.

## Biografia
Esordisce come autrice nel 2000 con Il figlio delle tempeste, (primo volume della Saga di Derbeer dei Mille Anni) edito dalla Editrice Nord.
Nel 2005, l'ultimo dei sei romanzi che compongono la Saga di Derbeer, La spada dei re, vince a Fiuggi il 31º Premio Italia quale miglior romanzo fantasy italiano.
Finalista al concorso letterario Nord, bandito dalla Editrice Nord, con il racconto Il sigillo dei due mondi, Fabiana Redivo ha scritto numerosi racconti. È giunta alla notorietà grazie alle due trilogie ambientate in un mondo controllato dai quattro elementi: Afra la terra, Hydara l'acqua, Pyrxos il fuoco e Harj  l'aria. Ad ognuno di essi è legato un popolo. Protagonista della saga è il mago Derbeer.
L'autrice è al lavoro su due nuovi romanzi. Nel 2009, dopo un lungo silenzio, ha dato alle stampe il racconto I passi della sera, nell'antologia urban fantasy Sanctuary
Oltre a numerosi racconti usciti in antologie per case editrici di genere, pubblica il romanzo Aghjkenam – Il segreto della città perduta con la Edizioni Domino e il volume Trieste meravigliosa per Edizioni della Sera.
È molto attiva, in qualità di autrice, nell'ambito del “Laboratorio Provinciale Permanente di Scrittura Creativa” per le scuole medie di Trieste, tenendo corsi di scrittura creativa.
Collabora con la DRI Editore per incoraggiare gli studenti delle scuole medie allo studio della storia del territorio in cui vivono, in maniera fantasiosa e divertente.
Fa parte delle associazioni EWWA (European Writing Women Association) e dal 2 marzo 2012 è socia della FIDAPA Tergeste (Federazione Italiana Donne Arti Professioni Affari) – BPW ITALY.
Esegue lavori di editing e tiene corsi di scrittura creativa.

## Opere
I romanzi che compongono le trilogie, pubblicati dall'Editrice Nord sono:
- Il figlio delle tempeste, 2000
- La pietra degli elementi, 2001
- Il seme perduto, 2001
- Il figlio del vento, 2002
- Le nebbie di Afra, 2003
- La spada dei re, 2004

Altre pubblicazioni:
- Aghjkenam, il segreto della Città Perduta.
- Il sesto arcano.
- I passi della sera.
- La mia Trieste meravigliosa.
- Occhi nella nebbia.

Pubblicati da Dri Editore (Treviso):
- Lo spadone rubato.
- Selvaggio a chi.
- Vento sulla scogliera (ed. Dri Editore 2017).

### Racconti
- Il sigillo dei due mondi (2000)
- I passi della sera, in Sanctuary, Asengard Editore, 2009
- Stirpe angelica, 2010
- Il ciliegio.